# Phenylmethylsulfonylfluorid
Phenylmethylsulfonylfluorid (PMSF) ist eine chemische Verbindung, die als Protease-Inhibitor vor allem in der Biochemie Anwendung findet.

## Biochemische Eigenschaften
PMSF inhibiert vor allem Serin-Proteasen (Chymotrypsin, Trypsin und Thrombin), indem es irreversibel an das aktive Serin bindet, sowie die Cystein-Protease Papain, aber auch die Acetylcholinesterase von Säugetieren, allerdings weniger effektiv als DFP. Die Substanz ist daher giftig (LD50 < 500 mg/kg) und steht im Verdacht, Krebs zu erzeugen.
Die inhibitorische Wirkung auf Cystein-Proteasen ist durch reduzierte Thiole umkehrbar, weshalb für die Anwendung im biochemischen Labor auf den Einsatz von DTT oder Mercaptoethanol im Lysis-Puffer verzichtet und nach Alternativen (entweder für PMSF oder für ein Reduktionsmittel) gesucht werden sollte. 
Hohe Salzkonzentrationen schränken die inhibitorische Wirkung ebenfalls ein.

## Verwendung
PMSF wird (oft zusammen mit anderen Proteasehemmern) verwendet, um beim Aufschluss von Geweben und kultivierten Zellen unerwünschten Proteinabbau durch ebenfalls im Lysat befindliche Proteasen zu verhindern. PMSF wird erst kurz vor Gebrauch zugefügt, denn in wässriger Lösung ist es instabil und degradiert rapide. So besitzt es in wässriger Lösung bei einem pH-Wert von 7 nur eine Halbwertzeit von 110 min, die mit basischer werdendem, aber bei Proteinextraktionen häufig gebrauchtem Milieu weiter abnimmt (z. B. 55 min bei pH 7,5 bzw. 35 min bei pH 8). Stammlösungen werden aus dem Feststoff meist in Isopropanol, Methanol oder auch in DMSO oder Maiskeimöl hergestellt; PMSF löst sich ebenfalls gut in Ethanol, der jedoch wegen seiner Hygroskopie häufig Wasser enthält und daher hydrolytisch und damit inaktivierend auf PMSF wirken kann, und somit selten und dann auch nur absolut und nicht vergällt als Lösemittel verwendet wird. Die Lagerung der Lösungen erfolgt abgedunkelt bei −20 °C – für kürzere Lagerung (max. 9 Monate) ist auch Kühlschranktemperatur (2–8 °C) ausreichend.

## Alternativen
4-(2-Aminoethyl)-benzolsulfonylfluorid (AEBSF), auch Pefabloc SC® genannt, ist ein stabilerer, wasserlöslicher Serin-Proteaseninhibitor.